# Fritz Schulz-Reichel

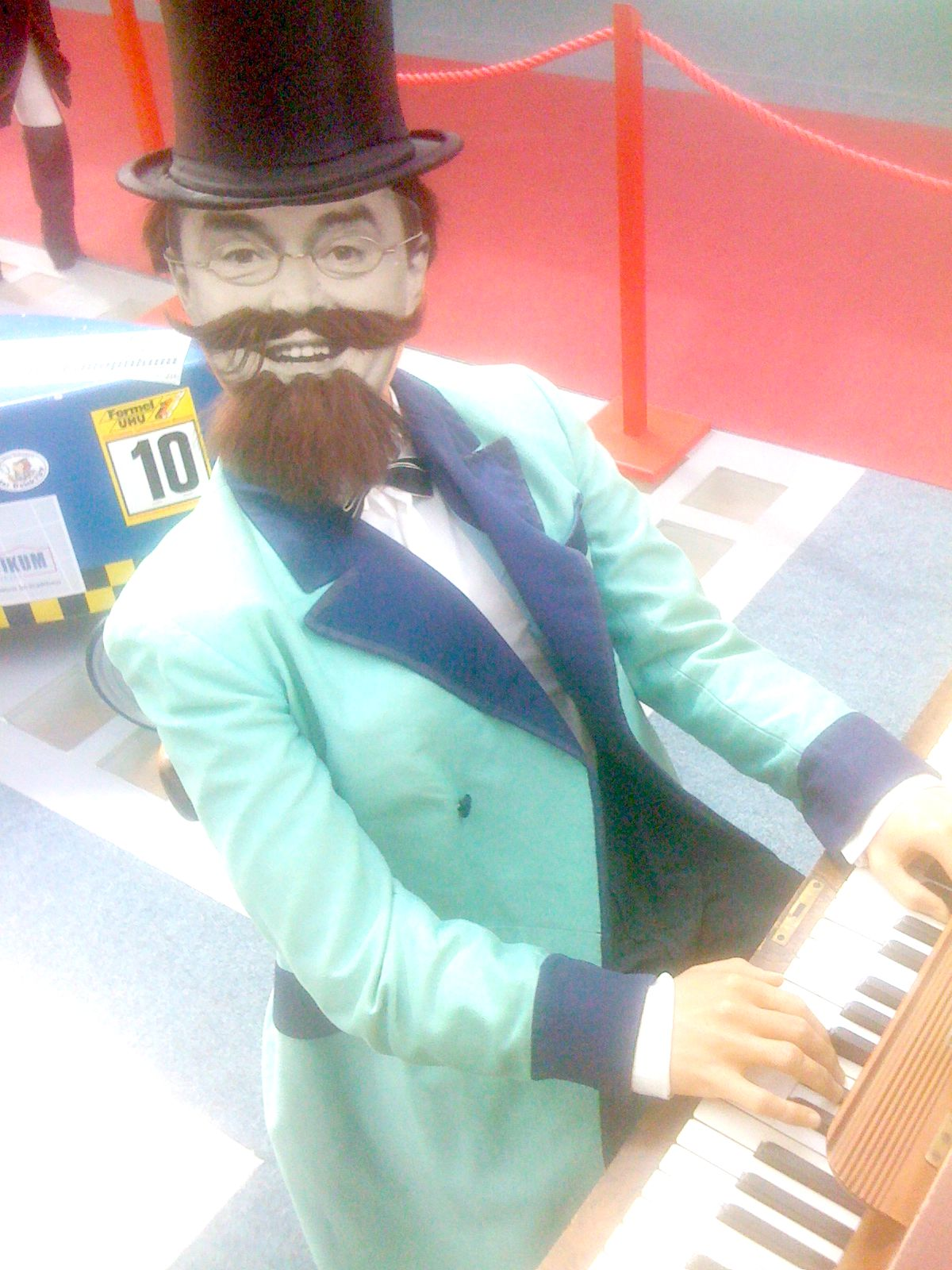
Fritz Schulz-Reichel im Panoptikum Mannheim.

Fritz Schulz-Reichel (eigentlich: Fritz Schulze), genannt „Der schräge Otto“ und „Crazy Otto“ (* 4. Juli 1912 in Meiningen; † 14. Februar 1990 in Berlin), war ein deutscher Jazz-Pianist und Komponist.

## Leben

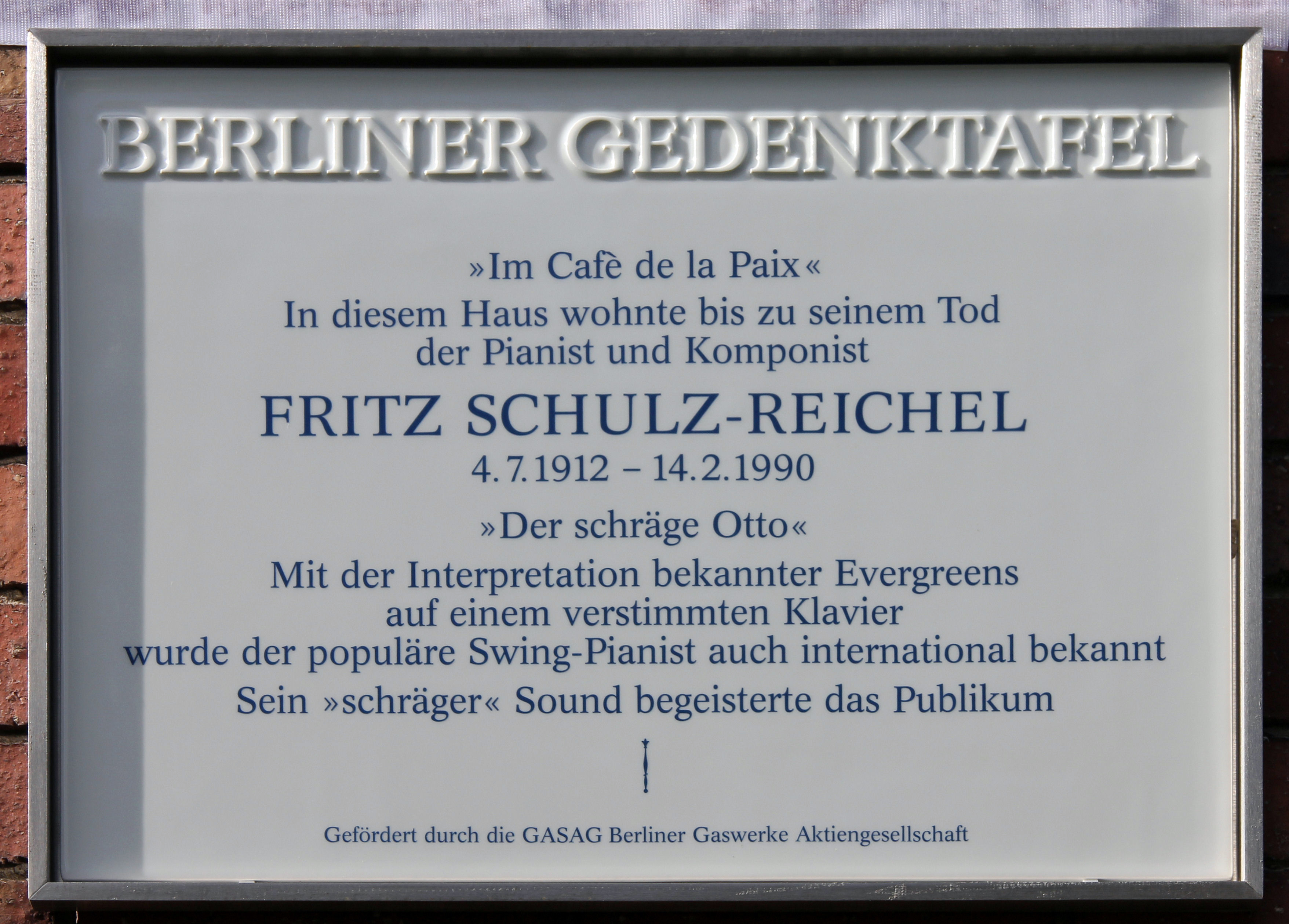
Berliner Gedenktafel am Haus, Gotha-Allee 19, in Berlin-Westend

Fritz Schulz-Reichel begann als Konzertpianist und stieß im Jahr 1934 zum Tanzorchester des rumänischen Kapellmeisters James Kok, das nach dessen Emigration 1935 von Erhard Bauschke weitergeführt wurde. Schulz-Reichel spielte dann in der 1937 gegründeten Band von Kurt Hohenberger sowie bei Herb Flemming. Ab 1939 begleitete er Rosita Serrano und 1942 spielte er in Oslo bei Herbert Velmer; er galt zu dieser Zeit – zumindest im Ausland – bereits als bester deutscher Swing-Pianist. Anfang 1933 war Schulz-Reichel der SS beigetreten (SS-Nummer 186.839), er verließ sie zum 24. Januar 1938 wegen „beruflicher Überlastung“.
Ab 1946 wirkte er in der damaligen Sowjetischen Besatzungszone im Radio Berlin Tanzorchester mit, begleitete Walter Dobschinski, Johannes Rediske und Helmut Zacharias. Im selben Jahr komponierte er auch seinen ersten erfolgreichen Schlager Wenn ich dich seh’, dann fange ich zu träumen an, dem unter anderem 1949 Im Café de la Paix in Paris, 1951 Am Samstag um vier und 1960 Zwei Verliebte in Paris folgten.
Richtig populär wurde er ab 1952 als „Schräger Otto“. Er orientierte sich dabei wesentlich auch am Stil der damals in Großbritannien sehr populären Ragtime- und Honky-Tonk-Pianistin Winifred Atwell; im Gegensatz zu ihr spielte er allerdings den Nachkriegsdeutschen bekannte Evergreens in einem Ragtime-ähnlichen Rhythmus und das nicht auf einem Flügel, sondern auf einem Klavier, bei dem die jeweils mittlere Saite leicht nach oben verstimmt war (für die Aufnahme einiger Titel drückte er auch Reißzwecken in den Filz der Anschlaghämmer), so entstand ein ihm eigener, unverkennbarer – eben „schräger“ – Sound, der etwas an ein Kneipenklavier der Jahrhundertwende erinnerte. 
1955 war er unter dem Künstlernamen „Crazy Otto“ mit seinem gleichnamigen Album auch in den USA sehr erfolgreich. Das Album erreichte Platz eins der Charts – damit war Schulz-Reichel noch vor Bert Kaempfert der erste Deutsche, dem dies gelang. Mit Glad Rag Doll und Smiles, den Versionen zweier Hits aus den 1920er Jahren, hatte er auch zwei Erfolge in den Single-Charts, die Platz 19 bzw. 21 erreichten. Ein Medley deutscher Melodien unter dem Titel The Crazy Otto im Stil von Fritz Schulz-Reichel vom amerikanischen Ragtime-Pianisten Johnny Maddox hielt sich im gleichen Jahr volle 14 Wochen lang als Nummer 2 in den US-Charts und wurde die erste über eine Million Mal verkaufte Ragtime-Aufnahme überhaupt.
In den 1960er Jahren reüssierte Schulz-Reichel mit einer Serie von Schallplatten, die mit jeweils ergänzten Titeln der Art: „In der Bar …“ bzw. „In einer Bar …“, tanzbare Medleys bekannter Songs als hochqualitativ dargebotene „Bar-Musik“ präsentierte. Gemeinsam mit dem Bristol-Bar-Sextett überzeugt er hier auf höchstem instrumentalen Niveau und mit dem Duktus gekonnt legerer Nebensächlichkeit bei gleichzeitig perfekter Präzision. Der oben beschriebene Kneipenklavier-Sound wird nur mehr in wenigen Titeln verwendet (etwa im Charleston-Medley des Albums In der Bar nebenan, s. Diskografie). Vielmehr befleißigt sich der Pianist auf einem gut gestimmten und intakten Instrument eines vorbildlich beherrschten Leggiero-Spiels, das seine unaufdringliche Genauigkeit auch aus der Vermeidung pianistischer Redundanz zugunsten einer fokussierten Tonsatzökonomie gewinnt. 
Schulz-Reichel, der als Solist bei mehreren Rundfunkorchestern mitwirkte, komponierte auch einige Filmmusiken, trat in zahlreichen Filmen und regelmäßig in Unterhaltungssendungen des Fernsehens der 1960er und frühen 1970er Jahre auf. 1965 hatte er eine eigene Show namens Man müßte Klavier spielen können. Schulz-Reichels Hinwendung zur stärker kommerziell orientierten Unterhaltungsmusik mag man mit Michael H. Kater bedauern, der den vormaligen Jazzmusiker als „das Magdeburger Klaviergenie“ bzw. als „führende[n] [deutschen Jazz-]Pianist[en] der Nazizeit“ mit „fast geniale[r] Begabung“ lobt, oder einfach als Popularisierung gekonnten Klavierspiels wertschätzen können. 
Der Pianist war schon ein Star zur Schellackplattenzeit und machte Mitte der 1950er Jahre ebenso erfolgreich den Wandel zur Vinyl-LP mit; seine Platten erschienen allesamt bei Polydor.
In den 1990er Jahren wurde eine Wachsfigur von ihm gefertigt. Seit Mai 2013 ist diese im Panoptikum Mannheim zu sehen.

## Filmografie
- 1954: Keine Angst vor Schwiegermüttern (Filmmusik)
- 1954: Große Star-Parade (Auftritt)
- 1956: Rosmarie kommt aus Wildwest (Filmmusik)
- 1956: Der schräge Otto (Auftritt)
- 1958: Schwarze Nylons – Heiße Nächte (Filmmusik)
- 1959: Besuch aus heiterem Himmel (Filmmusik)
- 1965: Man müßte Klavier spielen können (Show)
- 1970: Otto, der Klavierstimmer (Auftritt)

## Diskografie (Auswahl)
- In der Bar nebenan, 7-1962 Polydor 46 608 (mono), 237 108 (stereo)
- In der Bar gegenüber, 1-1963, Polydor 46 616 (mono), 237 116 (stereo)
- In der Bar um Mitternacht, 11-1963
- In der Bar international, 11-1964
- Die beschwipste Hit-Parade, 1964
- The Best Of Crazy Otto, 1966, Polydor 184 049 (stereo)
- In einer Bar in Paris, 1966, 249 067 (stereo)
- In einer Bar in Berlin, 1966, 249 081 (stereo)
- Wodka bei Veruschka, 1968
- Tokaier bei Piroschka, 1969
- Piano in Gold, 1969, Polydor 249 332 (stereo)
- Im Café de la Paix, 1997, Edition Berliner Musenkinder, duophon 01 34 3 (16 seiner Kompositionen, von Musikerkollegen im Gedenken an Fritz Schulz-Reichel anlässlich seines 85. Geburtstags aufgenommen)
- Musik aus der Piano-Bar, 1989, 1 CD, Polyphon 839 410-2
- Crazy Otto – The Medleys, 2000, Bear Family Records BCD 16401 AH
- Midnight Piano, 2007
- Musik aus der Piano-Bar, 2010, (3 CDs, Polydor jazzclub)
- Immer wieder gern gehört (Neuausgabe von In der Bar gegenüber, stereo), 2015, CD, R. Vollstädt Medienvertrieb RV 1908